# Église Saint-Martin d'Hangest-en-Santerre
L'église Saint-Martin d'Hangest-en-Santerre est située au centre du village d'Hangest-en-Santerre, dans le département de la Somme, à l'est d'Amiens.

## Historique
L'église actuelle remplace une église antérieure dont la construction remontait au Moyen Âge et qui avait été détruite pendant la Première Guerre mondiale. La construction s'effectua à l'emplacement de l'ancienne église de 1927 à 1931. Le décor intérieur est protégé au titre des monuments historiques : inscription par arrêté du 21 octobre 1994. L'édifice a été classé monument historique, le 27 octobre 2005.

## Caractéristiques

### Extérieur
L'architecte de la nouvelle église fut Godefroy Teisseire qui conçut et dirigea la reconstruction des églises de Chaulnes et de Lamotte-Warfusée. Le bâtiment est en béton armé, revêtu extérieurement en pierre de taille. Le style de l'édifice est inspiré par l'esthétique romano-byzantine : son plan est celui d'une croix grecque, le centre est couvert d'une coupole sur pendentifs, surmontée d'un clocher.

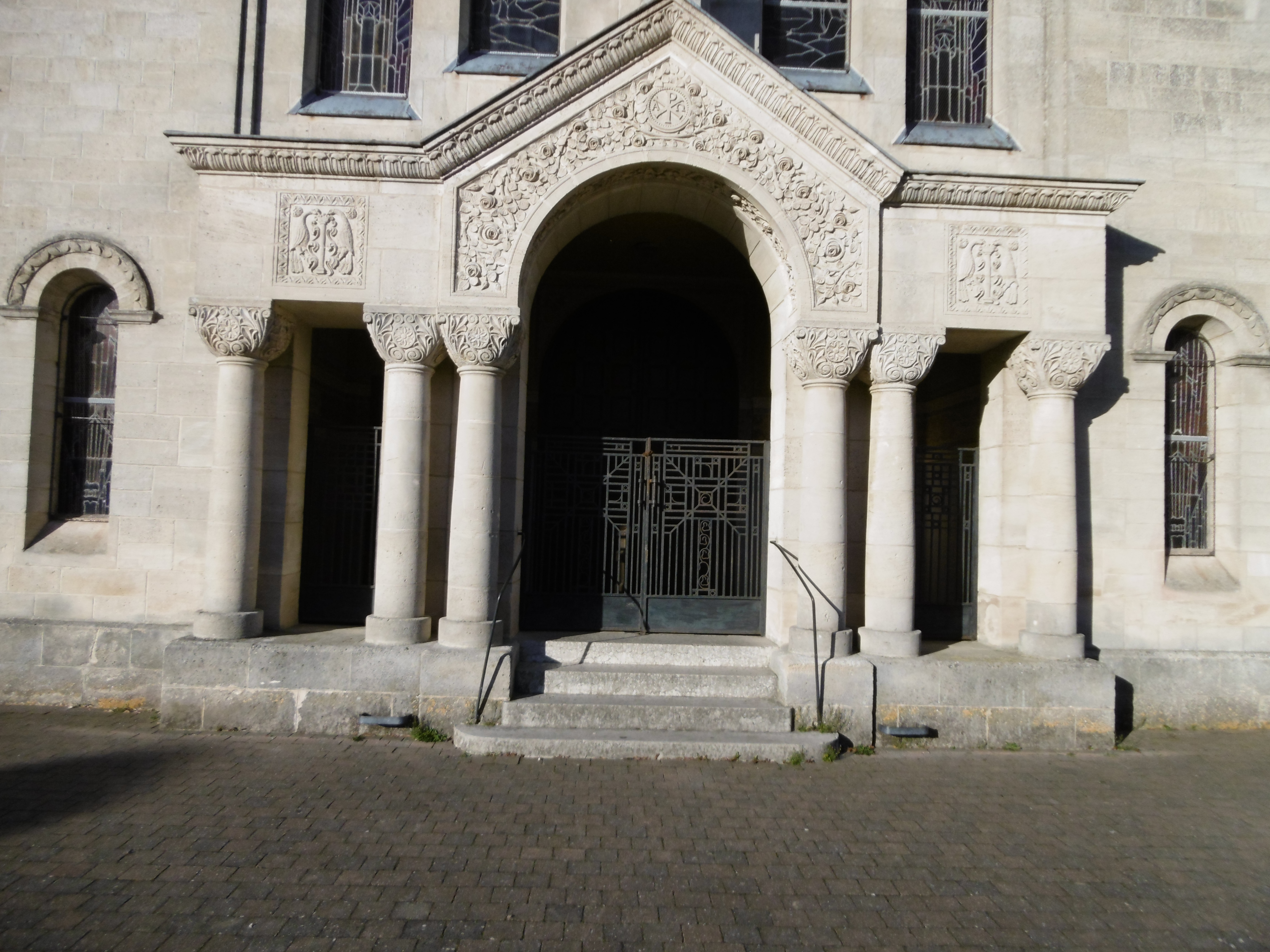
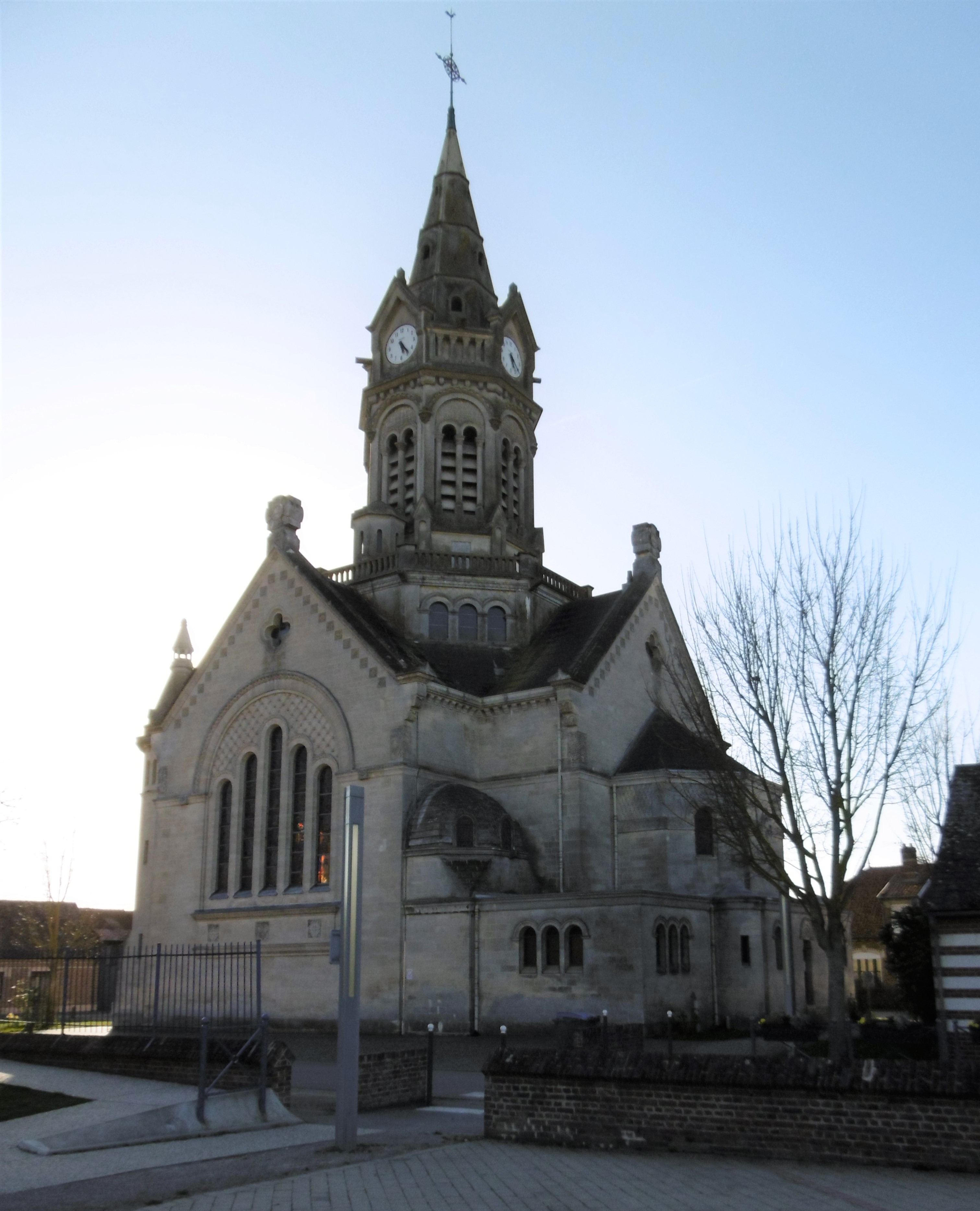
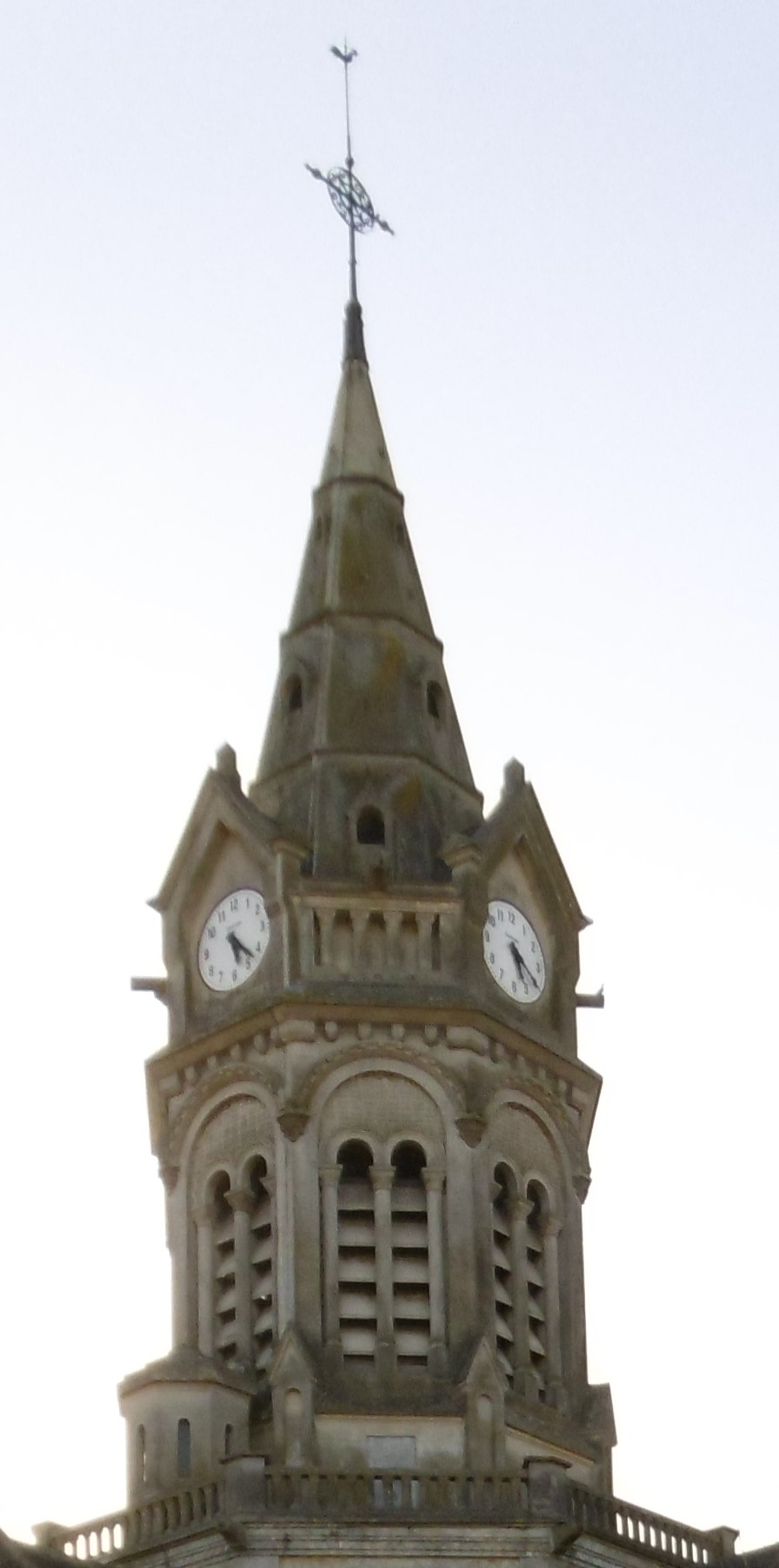

### Intérieur
L'église conserve de l'ancien édifice un certain nombre d'objets protégés en tant que monuments historiques :
- un groupe sculpté : La Charité de saint Martin en bois polychrome (fin XVIe siècle)[3] ;
- un groupe sculpté : Vierge de Pitié en bois polychrome (XVIe siècle) [4],[5] ;
- des panneaux en bois sculpté de l'ancienne tribune d'orgues, remontés dans un meuble de sacristie (première moitié du XVIe siècle)[6] ;
- une statue : sainte Catherine en bois doré (XIXe siècle)[7] ;
- une statue : saint Nicolas en bois doré (XIXe siècle)[8].

Les fonts baptismaux du XVIe siècle ont été détruits au cours de la Première Guerre mondiale.
Raphaël Lardeur réalisa les vitraux : La Charité de saint Martin pour la verrière ouest, la femme adultère pour la verrière sud et le Sermon sur la montagne pour la verrière nord. Le peintre rouennais, Georges Lecomte, réalisa les peintures murales sur l'abside, le Christ du Sacré-Cœur, sur la coupole, les Quatre évangélistes.